# María del Pilar Melo de Portugal y Heredia
María del Pilar Melo de Portugal y Heredia (Madrid, 10 de noviembre de 1776-Orihuela, 24 de agosto de 1835) fue la X marquesa de Rafal, VII condesa de la Granja, I baronesa del Monte, X baronesa de Puebla de Rocamora y grande de España. 

## Biografía
María del Pilar nació en Madrid el 10 de noviembre de 1776, siendo hija del segundo matrimonio de la marquesa de Rafal Antonia María de Heredia y Rocamora con el IV marqués de Vellisca Pablo Melo de Portugal.
El 6 de abril de 1790 casó con José Manuel de Villena y Fernández de Córdoba, V conde de Vía Manuel y XIII señor de Cheles y que además era general del ejército. Tras esta unión la marquesa de Rafal se trasladó a Cheles, Badajoz, junto a su esposo, donde tenían su residencia.
María del Pilar recibió el 5 de marzo de 1792 de manos de Carlos IV el título de baronesa del Monte.
Del matrimonio entre la baronesa y el conde sólo nació un hijo, Cristóbal Manuel de Villena y Melo de Portugal, nacido en 1800, siendo el heredero de la Casa de Manuel de Villena.
La Constitución de 1812 y la abolición de los señoríos, conllevó al hermano de María del Pilar a la pérdida de la plaza histórica de Benferri. Su esposo tuvo más suerte salvando su señorío de Cheles, ya que a algunos nobles Grandes de España, se les concedió salvar sus señoríos.
En 1817 falleció su esposo José Manuel de Villena y Fernández de Córdoba, heredando sus pertenencias su hijo Cristóbal que con 17 años, se convirtió en el VI conde de Vía Manuel y XIV señor de Cheles. En ese momento, María del Pilar cedió a su hijo Cristóbal el único título que tenía en posesión, la baronía del Monte, pasando a ser el II barón de este feudo.
Cristóbal se desposó en 1822 a los 22 años con María Esperanza de Bambalere y Olmos, naciendo tres hijos de esta unión, José Casimiro, Ramón y Cristóbal.
El rey Fernando VII nombró al conde de Vía Manuel gentilhombre de Cámara del Rey con ejercicio y servidumbre. Con esta entrega de cargos, Fernando VII buscaba el apoyo de la nobleza para garantizar la entronización de su hija Isabel II en el trono de España tras su muerte. 
En 1831 falleció Vicente Melo de Portugal y Heredia, marqués de Rafal y demás títulos, pasando todo su patrimonio a María del Pilar por ser su única hermana, convirtiéndose Cristóbal en heredero de la Casa de Melo de Portugal de Rafal.
También dedicado al ejército al igual que su padre, Cristóbal fue brigada de los Reales Ejércitos. Leales al rey, tanto María del Pilar como su hijo Cristóbal apoyaron la causa Real de Isabel II en la Primera Guerra Carlista, viajando Cristóbal como brigada de los Reales Ejércitos a Navarra a combatir a las fuerzas carlistas. Allí en Navarra, el conde Cristóbal fue apresado por el general carlista José de Zumalacárregui, quién ordenó su ejecución. Fue fusilado en 1834 en la población navarra de Aranaz a los 34 años de edad.
De esta forma, el heredero de Cristóbal, su primogénito José Casimiro, se convirtió en el VII conde de Vía Manuel, III barón del Monte y en el XV señor de Cheles a los 11 años de edad, siendo además el nuevo heredero de su abuela María del Pilar, marquesa de Rafal y demás títulos.
Así, el marquesado de Rafal y las posesiones ligadas a este título iban a saltar una generación al pasar de abuela a nieto.
El 24 de agosto de 1835 falleció en la población alicantina de Orihuela la marquesa de Rafal María del Pilar Melo de Portugal y Heredia a los 58 años, tras haber sido tan sólo cuatro años la titular de la Casa de Melo de Portugal de Rafal. Pasaban así todas sus posesiones a su nieto José Casimiro que sólo tenía 12 años, persona sobre la que recayó la doble herencia que en un principio iba a ser para su hijo Cristóbal y que no le llegaría nunca. Se instauraba así un nuevo linaje a las posesiones de la Casa de Rafal.
María del Pilar fue 25 años baronesa del Monte (1792-1817) y 4 años marquesa de Rafal y demás títulos (1831-1835). Fue hasta la fecha, la marquesa de Rafal con más poderío territorial de los que se habían sucedido en el título. En la persona de su nieto y sucesor aún se iban a reunir más posesiones.
| Predecesor: Vicente Melo de Portugal y Heredia | marquesa de Rafal 1831-1835              | Sucesor: José Casimiro Manuel de Villena y Bambalere    |
| Predecesor: Vicente Melo de Portugal y Heredia | Condesa de Granja de Rocamora 1831-1835  | Sucesor: José Casimiro Manuel de Villena y Bambalere    |
| Predecesor: fue la primera baronesa del Monte  | baronesa del Monte 1792-1817             | Sucesor: Cristóbal Manuel de Villena y Melo de Portugal |
| Predecesor: Vicente Melo de Portugal y Heredia | baronesa de Puebla de Rocamora 1831-1835 | Sucesor: José Casimiro Manuel de Villena y Bambalere    |
| Predecesor: Vicente Melo de Portugal y Heredia | grande de España 1831-1835               | Sucesor: José Casimiro Manuel de Villena y Bambalere    |

- Datos: Q6004987